# HD 175224
HD 175224 is een tweevoudige ster met een spectraalklasse van K5.Ve en K7.Ve. De ster bevindt zich 40,26 lichtjaar van de zon.